# Grand Prix automobile de France 2003
GP précédent GP suivant
Le Grand Prix automobile de France 2003 (Mobil 1 Grand Prix de France 2003), disputé sur le circuit de Nevers Magny-Cours à 12 km au sud de Nevers le 6 juillet 2003, est la 707e épreuve du championnat du monde de Formule 1 courue depuis 1950 et la dixième manche du championnat 2003.

## Classement

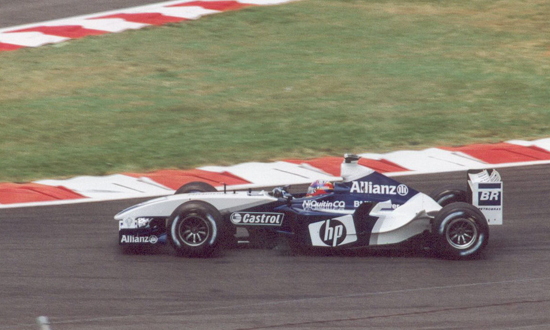
Montoya sur Williams, second de cette édition.

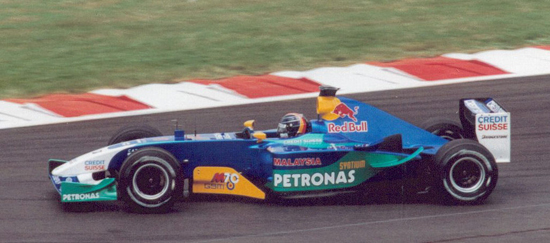
Heinz-Harald Frentzen sur Sauber au Grand Prix de France 2003.

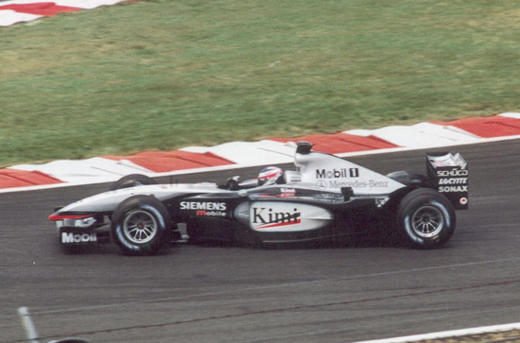
Räikkönen sur Mclaren 4e du Grand Prix de France 2003.

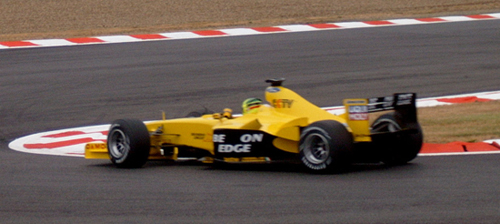
Ralph Firman sur Jordan au Grand Prix de France 2003.

| Pos  | N° | Pilote                | Écurie           | Tours | Temps/Abandon                      | Grille | Points |
| ---- | -- | --------------------- | ---------------- | ----- | ---------------------------------- | ------ | ------ |
| 1    | 4  | Ralf Schumacher       | Williams-BMW     | 70    | 1 h 30 min 49 s 213 (203,866 km/h) | 1      | 10     |
| 2    | 3  | Juan Pablo Montoya    | Williams-BMW     | 70    | + 13 s 813                         | 2      | 8      |
| 3    | 1  | Michael Schumacher    | Ferrari          | 70    | + 19 s 568                         | 3      | 6      |
| 4    | 6  | Kimi Räikkönen        | McLaren-Mercedes | 70    | + 38 s 047                         | 4      | 5      |
| 5    | 5  | David Coulthard       | McLaren-Mercedes | 70    | + 40 s 289                         | 5      | 4      |
| 6    | 14 | Mark Webber           | Jaguar-Cosworth  | 70    | + 1 min 06 s 380                   | 9      | 3      |
| 7    | 2  | Rubens Barrichello    | Ferrari          | 69    | + 1 tour                           | 8      | 2      |
| 8    | 20 | Olivier Panis         | Toyota           | 69    | + 1 tour                           | 10     | 1      |
| 9    | 16 | Jacques Villeneuve    | BAR-Honda        | 69    | + 1 tour                           | 12     |        |
| 10   | 15 | Antônio Pizzonia      | Jaguar-Cosworth  | 69    | + 1 tour                           | 11     |        |
| 11   | 21 | Cristiano da Matta    | Toyota           | 69    | + 1 tour                           | 13     |        |
| 12   | 10 | Heinz-Harald Frentzen | Sauber-Petronas  | 68    | + 2 tours                          | 16     |        |
| 13   | 9  | Nick Heidfeld         | Sauber-Petronas  | 68    | + 2 tours                          | 15     |        |
| 14   | 18 | Justin Wilson         | Minardi-Cosworth | 67    | + 3 tours                          | 20     |        |
| 15   | 12 | Ralph Firman          | Jordan-Ford      | 67    | + 3 tours                          | 18     |        |
| 16   | 19 | Jos Verstappen        | Minardi-Cosworth | 66    | + 4 tours                          | 19     |        |
| Abd. | 7  | Jarno Trulli          | Renault          | 45    | Moteur                             | 6      |        |
| Abd. | 8  | Fernando Alonso       | Renault          | 43    | Moteur                             | 7      |        |
| Abd. | 11 | Giancarlo Fisichella  | Jordan-Ford      | 42    | Moteur                             | 17     |        |
| Abd. | 17 | Jenson Button         | BAR-Honda        | 23    | Panne d'essence                    | 14     |        |

## Pole position et record du tour
- Pole position : Ralf Schumacher en 1 min 15 s 019
- Tour le plus rapide : Juan Pablo Montoya  en 1 min 15 s 512 au 32e tour.

## Tours en tête
- Ralf Schumacher : 70 (1-70)

## Statistiques
- 6e et dernière victoire de Ralf Schumacher ;
- 111e victoire pour Williams en tant que constructeur ;
- 17e victoire pour BMW en tant que motoriste.